# 不二家電機
不二家電機株式会社（ふじやでんき）は、かつて存在した日本の電気機器メーカー。洋菓子などの製造販売で知られる不二家の関連会社であったが、後に日本電気の資本を受け入れNECグループに入った。バルブ等の製造メーカーである北沢バルブ（現・キッツ）との合併に伴い、旧・不二家電機の事業はフジヤオーディオへ分離され、群馬日本電気への社名変更を経て、最終的にはNECカスタムテクニカ株式会社に統合された。
なお、北沢バルブとの合併時に当社が存続会社となったため、不二家電機の法人格は現在のキッツに受け継がれている（#概要参照）。

## 概要
不二家創業者の藤井林右衛門が、太平洋戦争末期に本業の菓子業が不要不急産業とみなされていた時、軍需産業へ参入すべく、軍需品の生産を行っていた中央工業が機械と技術を、不二家が建物と資金を出資し、航空機用小型モーターの製造業として1944年（昭和19年）に創業した。軍需産業への参入には、不二家の遊休工場が他の軍需工場の下請けになるのを防ぐためや、企業としてのリスク分散、従業員を召集や徴用から守る狙いもあった。
終戦後は軍需が途絶えたため民需に転換、電熱器やパン焼き器などを作っていたが、林右衛門の勧めでレコードプレーヤー用モーター（フォノモーター）の製造を始めた。1949年（昭和24年）には藤井五郎（林右衛門の五男）が社長に就任した。売上全体の6割以上を占める主力製品のレコードプレーヤーのほか、モーター、テープレコーダーなども製造し、1961年（昭和36年）10月には東京証券取引所市場第二部に上場した。
しかし、オーディオ業界はメーカーが乱立、乱戦状態であったことや、売上の8割が大手メーカーの下請けで価格引き下げ圧力や設計変更の要求が強く負担となったこと、さらに当時の重役が交際費を使い込んでいたことや群馬県太田市に建設した太田工場への投資も重なり、1963年9月期には無配に転落してしまう。1965年（昭和40年）には日本電気の資本を受け入れNECグループ入りしたが、無配はその後も続いた。
1976年（昭和51年）12月8日、当社と北沢バルブとの合併が発表された。合併比率は1:1で当社が存続会社として残るものの、合併時点で不二家電機が持っていた資産および負債を分離し、商号を「株式会社北沢バルブ」（現・キッツ）に変更するというもので、事実上は未上場企業だった北沢バルブが主導権を握る形で株式上場を果たし、不二家電機（の後継企業）は上場廃止というものであった。合併の条件は「合併新株の上場を東証が認めた場合」であったが、結局、1977年（昭和52年）3月31日に両社は合併し、旧・不二家電機の事業は新会社「フジヤオーディオ株式会社」が引き継いだ。
フジヤオーディオは1984年（昭和59年）に社名を「群馬日本電気株式会社」に変更、オーディオ事業から撤退し、パーソナルコンピュータ、フロッピーディスク装置などの製造拠点となった。群馬日本電気は、2001年（平成13年）に米沢日本電気、日本電気データ機器、新潟日本電気とともに、NECカスタムテクニカ株式会社に統合された。（現在は、NECエンベデッドプロダクツ株式会社→メイコーエンベデッドプロダクツ株式会社に変更。）

## 沿革
- 1944年（昭和19年）7月1日 - 不二家航空電機株式会社として東京都中央区に設立[6]
- 1945年（昭和20年）10月[6]または1946年（昭和21年）4月[16] - 社名を不二家電機株式会社に変更
- 1961年（昭和36年）10月 - 東京証券取引所市場第二部に上場[6]
- 1962年（昭和37年）5月 - 太田工場（群馬県太田市）操業開始[17]
- 1965年（昭和40年）4月 - 日本電気が当社へ資本出資[8]
- 1977年（昭和52年）3月31日 - 北沢バルブと合併、同時に社名を「株式会社北沢バルブ」に変更[6]。旧・不二家電機の事業を新会社「フジヤオーディオ株式会社」へ分離[8][18]
- 1984年（昭和59年）7月 - フジヤオーディオ株式会社の社名を群馬日本電気株式会社に変更[8]
- 2001年（平成13年）7月 - 米沢日本電気、日本電気データ機器、新潟日本電気とともに、NECカスタムテクニカ株式会社に統合[13]
- 2003年（平成15年）7月 - NECカスタマックス株式会社と合併、社名をNECパーソナルプロダクツ株式会社に変更[14]
- 2011年（平成23年）7月 - 社名をNECエンベデッドプロダクツ株式会社に変更[14]
- 2022年（令和4年）10月 - NECエンベデッドプロダクツの全株式をメイコーに売却、社名をメイコーエンベデッドプロダクツ株式会社に変更[15]（NECグループから離脱）

## 事業所
1969年（昭和44年）7月現在
- 本社：東京都大田区南六郷1-33-8
- 工場：蒲田工場（東京都大田区）、太田工場[20]（群馬県太田市）

## 主な製品
いずれも不二家電機時代のもの
- レコードプレーヤー
- テープレコーダー - 製品名「フジヤコーダー」[21]
- モーター
- 光学機器
- アイオネックス（自動車のガソリン節約装置）[22]